# Рис, Роджер
Ро́джер Рис (англ. Roger Rees; 5 мая 1944, Аберистуите, Уэльс — 10 июля 2015) — валлийский актёр.
Актёр стал обладателем премии «Тони» за исполнение главной роли в пьесе «Жизнь и приключения Николаса Никльби».

## Биография
Рис родился в Аберистуите, Кардиганшир, Уэльс, в семье Дорис Луизы (урожденной Смит), продавца магазина, и Уильяма Джона Риса, офицера полиции. Он и его родители переехали в Бэлэм, Лондон, где он вырос. Он изучал искусство в Камбервеллском колледже искусств и Школе изящных искусств Слейда, а затем занялся актерским мастерством, когда рисовал декорации в Уимблдонском театре, и его попросили сыграть роль в пьесе.

### Карьера
Рис продолжил свою карьеру в Королевской шекспировской компании. Он сыграл Малкольма в знаменитой постановке Тревора Нанна в 1976 году и в телевизионной постановке «Макбета» в 1978 году. Рис исполнил главную роль в оригинальной постановке «Жизнь и приключения Николаса Никльби», сценической адаптации Дэвида Эдгара романа Чарльза Диккенса, получив премию Лоуренса Оливье как актер года в новой пьесе в 1980 году и премию Тони за лучшую пьесу. Актер спектакля в 1982 году.[4] Записанная версия пьесы также принесла ему номинацию на премию «Эмми» в 1983 году. Он также снялся в оригинальной постановке Тома Стоппарда «Настоящая вещь» в лондонском Strand Theater в 1982 году.
Рис начал работать на телевидении в 1980-х годах, снявшись вместе с Лоуренсом Оливье в «Черной башне» (1984). В том же году Рис изобразил Фреда Холливелла в «Рождественской песне», которую он также озвучил, с Джорджем Скоттом в главной роли в роли Скруджа. В 1986 году он сыграл Уильяма Тиндейла в фильме «Божий преступник». С 1988 по 1991 год он снимался в британском ситкоме «Одиночные игры» вместе с Джуди Ло. С 1989 по 1993 год он периодически появлялся в продолжительном американском телесериале «Cheers» в роли английского бизнес-магната Робина Колкорда, любовного увлечения Ребекки Хоу (Кирсти Элли). Он играл посла Великобритании лорда Джона Марбери в нескольких эпизодах сериала «Западное крыло» с 2000 по 2005 год. Его более поздние появления на телевидении также включают «Моя так называемая жизнь» в роли заместителя учителя мистера Расина и Джеймса Макферсона в «Складе 13». Его карьера в кино началась в 1980-х годах. Рис сыграл шерифа Роттингема в фильме Мела Брукса «Робин Гуд: Мужчины в трико» (1993). Более поздние появления Риса в фильмах включают «Фрида» (2002), «Престиж» (2006) и «Розовая пантера» (2006).
Продолжая свою работу в театре на протяжении 1990-х годов как актер и режиссер, Рис был удостоен премии Оби за свое выступление в 1992 году во внебродвейской пьесе «Конец дня». В 1995 году он был номинирован на премию «Тони» за лучшую мужскую роль в пьесе за роль в «Неосторожности». Он записал множество аудиокниг, в том числе «Мемнох Дьявол» Энн Райс.[7]
С ноября 2004 по октябрь 2007 года Рис был художественным руководителем Театрального фестиваля в Уильямстауне, став лишь четвертым человеком, занявшим этот пост за его полувековую историю. Он заменил Натана Лейна в роли Гомеса Аддамса в бродвейской музыкальной адаптации «Семейки Аддамс» 22 марта 2011 года и оставался там до конца тиража 31 декабря 2011 года.
В 2012 году Рис привез свое персональное шекспировское шоу «Что ты будешь» в лондонский Вест-Энд, сыграв трехнедельный ангажемент в театре «Аполло».
В 2013 году Рис поставил пьесу Криспина Уайтелла «Путь первоцвета» в Театре Гатри в Миннеаполисе.
В 2014 году Рис поставил «Собаку и пони», мюзикл по сценарию Рика Элиса и Майкла Патрика Уокера, мировая премьера которого состоялась в театре Old Globe Theater в Сан-Диего.
Его последней ролью была роль Антона Шелла в музыкальной версии «Визита» с Читой Риверой, которая открылась на Бродвее 23 апреля 2015 года и закрылась 14 июня 2015 года. Рис покинул производство в мае 2015 года из-за болезни.
Осенью 2016 года Рис должен был поставить новый мюзикл «Великолепный подъем», написанный Элис и Уиллом Ван Дайками, в театре MCC в Нью-Йорке. Он также должен был дать свое персональное шекспировское шоу «Что вы будете» в Нью-Йорке осенью 2015 года и надеялся вернуться в Королевскую шекспировскую труппу, чтобы сыграть в «Дон Кихоте» в 2016 году. братство развлечений, Большой Орден Водяных Крыс, в качестве полноправного члена.
Рис прожил в США более 25 лет[2] и стал натурализованным американским гражданином в 1989 году[5]. Он обратился в иудаизм в 1980-х годах. Рис женился на своем 33-летнем партнере, драматурге Рике Элисе, в 2011 году, вскоре после того, как в Нью-Йорке были легализованы однополые браки. Рис и Элис также профессионально сотрудничали, в том числе в качестве соавторов комедийного триллера «Дабл-дабл». Элис стал соавтором (вместе с Маршаллом Брикманом) либретто для мюзикла «Семейка Аддамс», к актерскому составу которого Рис присоединился 22 марта 2011 года. В 2012 году Элис и Рис были номинированы на премию «Тони» за сценическую адаптацию Элис и совместную режиссуру Риса ( с Алексом Тимберсом), соответственно, «Питер и Ловец звезд». В октябре 2017 года Элис написал мемуары о своей жизни с Рисом под названием «В поисках Роджера: невероятная театральная история любви».

## Болезнь и смерть
После того, как в октябре 2014 года у него диагностировали рак мозга, Рис сосредоточил свои силы на своем стремлении играть вместе с Читой Риверой на Бродвее.

## Фильмография

### Кино
| Год  | Название на русском                       | Оригинальное название                          | Роль                                           | Примечания                           |
| ---- | ----------------------------------------- | ---------------------------------------------- | ---------------------------------------------- | ------------------------------------ |
| 1983 | Звезда-80                                 | Star 80                                        | Арам Николас                                   |                                      |
| 1986 | —                                         | God’s Outlaw                                   | Уильям Тиндейл                                 |                                      |
| 1990 | Лунные горы                               | Mountains of The Moon                          | Папуорт                                        |                                      |
| 1990 | Следующий                                 | Next                                           | Питер                                          | короткометражный мультфильм; озвучка |
| 1991 | Если бы взгляды могли убивать             | If Looks Could Kill                            | Огастас Стеранко                               |                                      |
| 1992 | Стой! Или моя мама будет стрелять         | Stop! Or My Mom Will Shoot                     | Парнелл                                        |                                      |
| 1993 | Робин Гуд: Мужчины в трико                | Robin Hood: Men In Tights                      | шериф Роттингемский                            |                                      |
| 1996 | Сущность огня                             | The Substance of Fire                          | Макс                                           |                                      |
| 1996 | Неожиданный Манхэттен                     | Sudden Manhattan                               | Мерфи                                          |                                      |
| 1997 | Неприятности на углу                      | Trouble on the Corner                          | мистер Макмертри                               |                                      |
| 1998 | Следующая остановка — Страна чудес        | Next Stop Wonderland                           | Рэй Торнбек                                    |                                      |
| 1999 | Сон в летнюю ночь                         | A Midsummer Night’s Dream                      | Питер Куинс                                    |                                      |
| 1999 | Полёт шмеля                               | The Bumblebee Flies Anyway                     | доктор Крофт                                   |                                      |
| 2000 | Шантаж                                    | BlackMale                                      | Билл Фонтейн                                   |                                      |
| 2001 | Столкновение в Нью-Йорке                  | 3 A.M.                                         | священник                                      |                                      |
| 2002 | Питер Пэн: Возвращение в Нетландию        | Return to Never Land                           | Эдвард                                         | мультфильм; озвучка                  |
| 2002 | Царь скорпионов                           | The Scorpion King                              | царь Ферон                                     |                                      |
| 2002 | Фрида                                     | Frida                                          | Гильермо Кало                                  |                                      |
| 2002 | Императорский клуб                        | The Emperor’s Club                             | мистер Касл                                    |                                      |
| 2004 | Чемоданы Тульса Люпера: Из Во к морю      | The Tulse Luper Suitcases: Vaux to the Sea     | н/д                                            |                                      |
| 2004 | Чемоданы Тульса Люпера: От Сарка до конца | The Tulse Luper Suitcases: From Sark to Finish | Тульс Люпер в старости                         |                                      |
| 2004 | Терпеть неудачу                           | Going Under                                    | Питер                                          |                                      |
| 2004 | Бешеный как лиса                          | Crazy Like a Fox                               | Нет Бэнкс                                      |                                      |
| 2005 | Решающая игра                             | Game 6                                         | Джек Хаскинс                                   |                                      |
| 2005 | Жизнь в чемоданах                         | A Life in Suitcases                            | Тульс Люпер                                    |                                      |
| 2005 | Новый Свет                                | The New World                                  | представитель компании                         | не указан в титрах                   |
| 2006 | Розовая пантера                           | The Pink Panther                               | Лэрок                                          |                                      |
| 2006 | —                                         | East Broadway                                  | Эндрю Баррингтон-старший                       |                                      |
| 2006 | Психоанализ                               | The Treatment                                  | Лейтон Проктор                                 |                                      |
| 2006 | Гарфилд 2                                 | Garfield: A Tail of Two Kitties                | мистер Хоббс                                   |                                      |
| 2006 | Престиж                                   | The Prestige                                   | Оуэнс                                          |                                      |
| 2007 | Вторжение                                 | The Invasion                                   | Юрий Каганович                                 |                                      |
| 2008 | Круг избранных                            | The Narrows                                    | профессор Рейерсон                             |                                      |
| 2009 | Слёзы счастья                             | Happy Tears                                    | продавец антиквариата                          |                                      |
| 2011 | —                                         | Almost Perfect                                 | Кай Ли                                         |                                      |
| 2014 | Слияние                                   | Affluenza                                      | мистер Карсон                                  |                                      |
| 2015 | Уцелевшая                                 | Survivor                                       | Эмиль Балан                                    |                                      |
| 2024 | Слай Сталлоне                             | Sly                                            | В роли самого себя, хроника, в титрах не указа |                                      |

### Телевидение
| Год       | Название на русском                       | Оригинальное название                        | Роль                       | Примечания                                                      |
| --------- | ----------------------------------------- | -------------------------------------------- | -------------------------- | --------------------------------------------------------------- |
| 1975      | —                                         | The Place of Peace                           | Уилли                      | телефильм                                                       |
| 1975      | Под оком Запада                           | Under Western Eyes                           | Разумов                    | телефильм                                                       |
| 1976      | Букет колючей проволоки                   | Bouquet of Barbed Wire                       | Саймон                     | мини-сериал; 3 эпизода                                          |
| 1978      | Комедия ошибок                            | The Comedy of Errors                         | Антифол Сиракузский        | телефильм                                                       |
| 1979      | Макбет                                    | A Performance of Macbeth                     | Малкольм                   | телефильм                                                       |
| 1981      | Три сестры                                | The Three Sisters                            | Тузенбах                   | телефильм                                                       |
| 1982      | Воображаемые друзья                       | Imaginary Friends                            | Дуглас Питбладо            | телефильм                                                       |
| 1982      | Жизнь и приключения Николаса Никльби      | The Life and Adventures of Nicholas Nickleby | Николас Никльби            | мини-сериал; основная роль                                      |
| 1983      | Сайгон: Год кошки                         | Saigon: Year of the Cat                      | Дональд Хендерсон          | телефильм                                                       |
| 1984      | Непридуманные истории                     | Tales of the Unexpected                      | Джеймс Хоугилл             | эпизод: The Reconciliation                                      |
| 1984      | Рождественская история                    | A Christmas Carol                            | Фред Холиуэлл / рассказчик | телефильм                                                       |
| 1984      | Башня из чёрного дерева                   | The Ebony Tower                              | Дэвид Уильямс              | телефильм                                                       |
| 1987      | Открытие                                  | The Finding                                  | папа                       | телефильм                                                       |
| 1988      | Современный мир: Десять великих писателей | The Modern World: Ten Great Writers          | Марсель Пруст              | документальный мини-сериал                                      |
| 1988—1989 | —                                         | Singles                                      | Малкольм                   | телесериал; 14 эпизодов                                         |
| 1989      | Возвращение Сэма Макклауда                | The Return of Sam McCloud                    | Джейсон Кросс              | телефильм                                                       |
| 1989—1993 | Весёлая компания                          | Cheers                                       | Робин Колкорд              | телесериал; 17 эпизодов                                         |
| 1990      | Молодые наездники                         | The Young Riders                             | Тайлер Девитт              | эпизод: Lady for a Night                                        |
| 1991—1993 | Легенда о принце Валианте                 | The Legend of Prince Valiant                 | Рэтберн / лорд Теодайн     | мультсериал; озвучка; 3 эпизода                                 |
| 1992      | —                                         | Charles and Diana: Unhappily Ever After      | принц Чарльз               | телефильм                                                       |
| 1992      | —                                         | P.J. Sparkles                                | Бетти                      | телевизионный мультфильм; озвучка                               |
| 1993      | Башня                                     | The Tower                                    | мистер Литтлхилл           | телефильм                                                       |
| 1994      | Моя так называемая жизнь                  | My So-Called Life                            | Вик Расин                  | эпизод: The Substitute                                          |
| 1994      | Могучий Макс                              | Mighty Max                                   | н/д                        | мультсериал; озвучка; эпизод: Around the World in Eighty Arms   |
| 1994—1995 | Мантис                                    | M.A.N.T.I.S.                                 | Джон Стоунбрейк            | телесериал; основная роль                                       |
| 1995      | Наследие зла                              | The Possession of Michael D.                 | Робин Бэнкс                | телефильм                                                       |
| 1995      | Гаргульи                                  | Gargoyles                                    | принц Малкольм             | мультсериал; озвучка; 2 эпизода                                 |
| 1995      | Фантом 2040                               | Phantom 2040                                 | Айкон                      | мультсериал; озвучка; эпизод: The Sins of the Fathers: Part One |
| 1996      | Титаник                                   | Titanic                                      | Джозеф Брюс Исмей          | мини-сериал; основная роль                                      |
| 1997      | —                                         | Boston Common                                | Харрисон Кросс             | телесериал; 8 эпизодов                                          |
| 1997      | Экстремальные охотники за привидениями    | Extreme Ghostbusters                         | Крысолов                   | мультсериал; озвучка; эпизод: The Pied Piper of Manhattan       |
| 1997      | —                                         | Liberty! The American Revolution             | Томас Пейн                 | мини-сериал; 5 эпизодов                                         |
| 1997      | —                                         | Damian Cromwell’s Postcards from America     | Дэмиан Кромвелл            | телесериал                                                      |
| 1999      | Цена успеха                               | Double Platinum                              | Марк Реклер                | телефильм                                                       |
| 2000      | Переправа через Делавер                   | The Crossing                                 | Хью Мерсер                 | телефильм                                                       |
| 2000—2005 | Западное крыло                            | The West Wing                                | лорд Джон Марбери          | телесериал; 5 эпизодов                                          |
| 2001      | Тюрьма Оз                                 | Oz                                           | Джек Олдридж               | эпизод: Medium Rare                                             |
| 2001      | —                                         | Three Sisters                                | Фредерик                   | телесериал; 2 эпизода                                           |
| 2002      | Воспитание Макса Бикфорда                 | The Education of Max Bickford                | Дэн Франклин               | эпизод: The Bad Girl                                            |
| 2003      | Закон и порядок                           | Law & Order                                  | Уайатт Скофилд             | эпизод: Kid Pro Quo                                             |
| 2003      | Veritas: В поисках истины                 | Veritas: The Quest                           | Де Молей                   | телесериал; 2 эпизода                                           |
| 2005—2006 | Связанные                                 | Related                                      | отец Боба                  | телесериал; 2 эпизода                                           |
| 2007      | Анатомия страсти                          | Grey’s Anatomy                               | доктор Колин Марлоу        | телесериал; 3 эпизода                                           |
| 2009      | Закон и порядок: Преступное намерение     | Law & Order: Criminal Intent                 | Дюк Дегурин                | эпизод: Alpha Dog                                               |
| 2009—2013 | Хранилище 13                              | Warehouse 13                                 | Джеймс Макферсон           | телесериал; 7 эпизодов                                          |
| 2010      | Шоу Кливленда                             | The Cleveland Show                           | н/д                        | мультсериал; озвучка; эпизод: Brown History Month               |
| 2010      | Хорошая жена                              | The Good Wife                                | доктор Тодд Гроссман       | эпизод: Nine Hours                                              |
| 2012      | Только материалы                          | Submissions Only                             | в роли самого себя         | эпизод: Y’all Were Great!                                       |
| 2012—2013 | Элементарно                               | Elementary                                   | Алистер Мур                | телесериал; 2 эпизода                                           |
| 2013      | Бывает и хуже                             | The Middle                                   | мистер Гловер              | эпизод: The Smile                                               |
| 2013—2014 | —                                         | It Could Be Worse                            | Роджер Голдстайн           | телесериал; 2 эпизода                                           |
| 2015      | Вечность                                  | Forever                                      | священник                  | эпизод: Diamonds Are Forever                                    |
| 2015      | Американское приключение                  | American Experience                          | Уильям Брэдфорд            | документальный телесериал; эпизод: The Pilgrims                 |

## Театр
- 1976: «Комедия ошибок» — Антифол Сиракузский, Стратфорд-апон-Эйвон и Лондон
- 1980: «Цимбелин» — Посту, Royal Shakespeare Company
- 1981—1982: «Жизнь и приключения Николаса Никльби» — Николас Никльби, Plymouth Theatre, Бродвей
- 1982: «Отражения или Истинное» — Генри, Лондон
- 1984—1985 «Гамлет» — Гамлет, RSC, Стратфорд-апон-Эйвон и Лондон
- 1992: The End of the Day — Грейдон Мейси, Playwrights Horizons
- 1995: Indiscretions — Джордж, Ethel Barrymore Theatre, Бродвей
- 2002: «Бесполезный человек» (мюзикл) — Алфи Бирн, Линкольн-центр
- 2010: «В ожидании Годо» — Владимир, Haymarket Theatre, Лондон; His Majesty’s Theatre, Перт; Театр комедии Мельбурна[3]
- 2011: «Семейка Аддамс» (мюзикл) — Гомес (заменён Нейтаном Лейном), Бродвей